# Dactylorhiza stagni-novi
Dactylorhiza stagni-novi là một loài thực vật có hoa trong họ Lan. Loài này được D.Tyteca & Gathoye mô tả khoa học đầu tiên năm 1988.